# Chris Leben
Christian Cyrus Leben (Portland, 21 de julho de 1980) é um ex-lutador de artes marciais mistas norte-americano que lutou no Ultimate Fighting Championship na categoria peso-médio.
Leben alcançou notoriedade por sua aparição na primeira temporada do reality show The Ultimate Fighter. Ele começou sua carreira no UFC, com cinco vitórias consecutivas antes de sofrer uma derrota por nocaute para o ex-campeão Anderson Silva. Ele detém vitórias notáveis sobre Jorge Santiago, Yoshihiro Akiyama, Mike Swick, Patrick Côté, Aaron Simpson, Jorge Rivera, Alessio Sakara e Wanderlei Silva.

## As artes marciais misturadas

### Carreira no MMA precoce
Uma vez, visitando o irmão no trabalho, Leben notado um ginásio MMA localizado na rua, 'Team Quest'. O treinador Robert Follis aceitou Leben na equipe, e logo Leben começou a melhorar suas habilidades de formação com membros da equipe, tais como Randy Couture, Matt Lindland, Nate Quarry e Ed Herman. Após refinar seu talento, Leben começou a lutar como amador, alcançando um recorde de 5-0, e capturar a FCFF e títulos UFCF middleweight. Ele ganhou suas primeiras cinco lutas, três vitórias dos quais chegaram por nocaute, no processo de captura do Gladiator Challenge, Sportfight, e o título dos médios do WEC. Leben conseguido vitórias contra Benji Radach, Mike Swick, Jorge Rivera, Edwin Dewees e Patrick Côté, um registro de forma perfeita.

### The Ultimate Fighter
Leben foi um dos lutadores mais polêmicos e franco sobre a The Ultimate Fighter 1 devido à sua personalidade de várias abrasivo e melancolia. No primeiro episódio, embriagado, ele urinou na cama futuro companheiro de equipe Jason Thacker, e roubou seu travesseiro. Uma noite, quando todos na casa estava bebendo, Bobby Southworth chamou Leben de "bastardo órfão" por conta do pai Leben estar ausente durante a sua infância. Leben, em seguida, começou a soluçar e passou a dormir fora da casa. Leben quebrou uma porta com o punho. Após o confronto, o presidente do UFC Dana White, criou um jogo entre Leben e Koscheck, que Leben perdeu por decisão unânime devido à capacidade Koscheck para marcar pontos, controlando Leben em o chão. Mais tarde no show, companheiro de equipe Nate Quarry foi eliminado da competição devido a uma lesão no tornozelo e foi capaz de escolher um lutador previamente eliminados para substituí-lo. Ele escolheu Leben, que mais tarde foi derrotado por Kenny Florian, devido à paralisação médico na partida semi-final após abrir um corte acima do olho Leben com uma batida do cotovelo.

### Ultimate Fighting Championship
Em 9 de abril de 2005, lutou contra Jason Thacker na eliminatória do The Ultimate Fighter Finale ao vivo. Falando com Dana White, Thacker exigiu uma luta contra Leben no final. A luta foi marcada, e Leben ganhou 95 segundos do primeiro round após a parada do árbitro devido a greves. Depois, desculpou-se Thacker Leben por urinar em sua cama, dizendo que ele tinha desde desistiu de beber por causa desse tipo de incidente. Após o reality show, Leben mudou-se para Seattle, Washington para treinar com a equipe de artes marciais mistas AMC Pankration.
Ele já competiu em vários eventos do UFC desde o show e é a única pessoa que lutou nos primeiros seis meses Ultimate Fight Night eventos, durante o qual ele ganhou uma série de vitórias; uma vitória por decisão dividida sobre finalista do TUF Patrick Côté, um armlock contra Edwin Dewees, um TKO no primeiro round sobre Jorge Rivera, e uma decisão unânime sobre Luigi Fioravanti. Leben foi derrotado por Anderson Silva em UFC Final Fight Night 5 em 28 de junho de 2006, por nocaute 49 segundos do primeiro round. No entanto, ele voltou a UFC Fight Night 6 em 17 de agosto de 2006, ele derrotou Jorge Santiago por nocaute 35 segundos para o segundo round. Leben, em seguida, perdeu no UFC 66 para lutador canadense Jason MacDonald por submissão guilhotina com menos de um minuto do final do segundo round. Leben, em seguida, perdeu para o canadense Kalib Starnes por uma decisão UFC 71 em 26 de maio de 2007. Foi relatado que foi oferecida a Leben uma luta contra o Mike Swick evento principal em UFC Fight Night 11, mas recusou a luta por razões desconhecidas. Leben pegou Terry Martin no UFC Fight Night 11. Mesmo depois de ter sido abalado com socos múltiplas por Martin, um Leben meio atordoado derrotou Martin por nocaute em 3:56 no terceiro round. Mais tarde, em UFC 82, ele bateu Alessio Sakara, ganhando o "Knockout da Noite" prêmio. Em 30 de abril de 2008, Leben foi preso em Oregon por Clackamas County Sheriffs para um DUI. Ele foi mantido preso e temporariamente detidos sem fiança, por supostamente violar sua liberdade condicional. Leben foi então condenado a 35 dias na cadeia, fazendo com que sua luta contra o Michael Bisping em UFC 85 para ser reprogramado para UFC 89. Sua próxima luta foi contra Michael Bisping em UFC 89, que ele perdeu por decisão unânime após um total de três rounds. Após a luta com Bisping, Leben testou positivo para Stanozolol e foi suspenso por nove meses e multa de um terço de sua luta, Leben admitiu ter usado a substância vários meses antes da luta, mas afirmou que ele havia teria sido fora de seu sistema até então.
Leben, em seguida, lutou Jake Rosholt em UFC 102, em Portland, Oregon. No terceiro round, ele estava inconsciente por meio de um braço de um triângulo, perdendo o combate por submissão. Em seguida, enfrentou Jay Silva em 11 de janeiro de 2010, no UFC Fight Night 20, vencendo por decisão unânime. Leben era esperado para enfrentar Aaron Simpson em UFC 114, mas a luta ocorreu em 19 de junho de 2010, no The Ultimate Fighter: Team Liddell vs Ortiz Equipe Finale, depois de um round em que Simpson bateu Leben um par de vezes, Leben eventualmente ligou socos consecutivos de Simpson no segundo, fez com que Simpson cair de cara no octagon, o que levou árbitro Josh Rosenthal para acabar com a luta por TKO em 4:17 do segundo round. Depois de Wanderlei Silva foi forçado a sair de sua UFC 116 luta com Yoshihiro Akiyama devido a costelas quebradas, Leben concordou em ocupar o lugar de Silva na luta contra Akiyama, e encarou-o duas semanas depois derrotar Simpson. No terceiro e último round, Leben apresentou um triângulo com apenas vinte segundos para o fim da luta, forçando Akiyama bater. Foi considerado o melhor desempenho da carreira Leben e uma das melhores lutas do ano. Após a luta, Leben chamado para uma luta com Silva, dizendo "vamos lá Wanderlei, eu ' vai levá-lo para fora, também! ", embora o presidente do UFC Dana White disse na conferência de imprensa pós-luta que um caso Leben-Silva não está sob consideração.
Em 20 de outubro de 2010, Leben foi preso em Honolulu por suspeita de dirigir sob a influência depois de bater seu carro em uma parede de fora da Kapiolani Boulevard, ele foi libertado após pagar uma fiança.
Leben vs Brian Stann foram direcionados para UFC 125 evento de Ano Novo, ele perdeu a luta por nocaute técnico no primeiro round. Após a luta entre Leben e Stann, o treinador do Leben Burton Richardson disse que o mau desempenho Leben pode ter sido causada por uma doença antes da luta "Muitos têm comentado que o Chris foi muito lento e parecia fora a noite passada. A verdade é que Chris estava doente. Ele teve uma febre e calafrios quando ele entrou na jaula. Ele estava vomitando no vestiário antes da luta, coração grande para lutar daquele jeito, mas ele estava se movendo em câmera lenta. Ele era muito forte na formação. Ele estará de volta. ".
Em 4 de abril de 2011, o UFC anunciou que o próximo adversário Leben seria Wanderlei Silva com os dois se enfrentar em UFC 132. Leben nocauteou Silva com uppercuts consecutivos a partir do clinche, 27 segundos de luta, resultando em mais rápido KO vitória na carreira do Leben. Ele encarrou Mark Muñoz em 05 de novembro de 2011 em UFC 138, perdendo por TKO na marca de 5:00 do segundo round devido a um corte em sua sobrancelha esquerda e deixou-o incapaz de ver e forçado uma paralisação do corner. Em 28 de novembro de 2011, Zuffa LLC, proprietário do Ultimate Fighting Championship, divulgou informações afirmando que Leben testou positivo para oxicodona e oximorfona após a sua perda de Muñoz em UFC 138. Como um resultado do teste positivo, Leben será suspenso durante 1 ano.
Leben retornou de sua suspensão no UFC 155, em 29 de Dezembro de 2012 para enfrentar Derek Brunson, Leben demonstrou muito cansaço já no meio do primeiro round, e acabou sendo dominado nos rounds seguintes. Leben perdeu por Decisão Unânime.
Leben enfrentou e perdeu para Andrew Craig em 6 de julho de 2013 no UFC 162 por Decisão Dividida.
Leben enfrentou Uriah Hall em 28 de dezembro de 2013 no UFC 168. No fim do primeiro round, Hall acertou um soco que derrubou Leben, mas o round acabou. No intervalo, ainda atordoado, Leben disse ao árbitro que não podia continuar. Hall então foi declarado vencedor por nocaute técnico. Com a derrota, Leben sofreu sua quarta derrota seguida.
Em 20 de janeiro de 2014, Leben anunciou sua aposentadoria das competições de MMA. Por conta da idade, risco de lesões graves e sua série de quatro derrotas seguidas como razões para se aposentar.

## Vida pessoal
Em maio de 2007, mudou-se para Oahu, Havaí para aceitar o cargo de treinador principal no ícone de Fitness MMA. Além do treinamento em ICON, Leben e Steven "The Soul Samurai" Saito abriu Escola de Luta em Oahu, em janeiro, localizado a dois quarteirões do campus da Universidade do Havaí.

## Campeonatos e realizações

### Artes Marciais Misturadas
- Ultimate Fighting Championship
  - Nocaute da Noite (Três vezes)
  - Luta da Noite (Duas vezes)
  - Todos líder vez em UFC middleweight lutas (dezenove)

- World Extreme Cagefighting
  - Campeão Middleweight WEC (Uma vez, primeiro lugar)

- Sherdog
  - Lutador Recresso do Ano de 2010

- MMANews247.com
  - Lutador Recresso do Ano de 2010

- Outros títulos
  - Campeão Middleweight FCFF (Uma vez)
  - Campeão Middleweight UFCF (Uma vez)

## Cartel no MMA
| Cartel no MMA   |             |             |
| 32 lutas        | 22 vitórias | 10 derrotas |
| Por nocaute     | 12          | 4           |
| Por finalização | 5           | 2           |
| Por decisão     | 5           | 4           |

| Res.    | Cartel | Oponente          | Método                                   | Evento                               | Data       | Round | Tempo | Local                | Notas                                                                               |
| ------- | ------ | ----------------- | ---------------------------------------- | ------------------------------------ | ---------- | ----- | ----- | -------------------- | ----------------------------------------------------------------------------------- |
| Derrota | 22-11  | Uriah Hall        | Nocaute Técnico (desistência)            | UFC 168: Weidman vs. Silva II        | 28/12/2013 | 1     | 5:00  | Las Vegas, Nevada    | Um mês depois anunciou a sua aposentadoria.                                         |
| Derrota | 22-10  | Andrew Craig      | Decisão (dividida)                       | UFC 162: Silva vs. Weidman           | 06/07/2013 | 3     | 5:00  | Las Vegas, Nevada    |                                                                                     |
| Derrota | 22-9   | Derek Brunson     | Decisão (unânime)                        | UFC 155: dos Santos vs. Velasquez II | 29/12/2012 | 3     | 5:00  | Las Vegas, Nevada    |                                                                                     |
| Derrota | 22-8   | Mark Muñoz        | Nocaute Técnico (interrupção do córner)  | UFC 138: Leben vs. Muñoz             | 05/11/2011 | 2     | 5:00  | Birmingham           | Primeira luta de 5 rounds não-título no UFC; Leben testou positivo para oxi-contin. |
| Vitória | 22–7   | Wanderlei Silva   | Nocaute (socos)                          | UFC 132: Cruz vs. Faber              | 02/07/2011 | 1     | 0:27  | Las Vegas, Nevada    |                                                                                     |
| Derrota | 21–7   | Brian Stann       | Nocaute Técnico (socos)                  | UFC 125: Resolution                  | 01/01/2011 | 1     | 3:37  | Las Vegas, Nevada    |                                                                                     |
| Vitória | 21–6   | Yoshihiro Akiyama | Finalização (triangulo)                  | UFC 116: Lesnar vs. Carwin           | 19/07/2010 | 3     | 4:40  | Las Vegas, Nevada    | Luta da Noite                                                                       |
| Vitória | 20–6   | Aaron Simpson     | Nocaute Técnico (socos)                  | The Ultimate Fighter 11 Finale       | 19/06/2010 | 2     | 4:17  | Las Vegas, Nevada    | Nocaute da Noite                                                                    |
| Vitória | 19–6   | Jay Silva         | Decisão (unânime)                        | UFC Fight Night: Maynard vs. Diaz    | 11/01/2010 | 3     | 5:00  | Fairfax, Virginia    |                                                                                     |
| Derrota | 18–6   | Jake Rosholt      | Finalização Técnica (triângulo de braço) | UFC 102: Couture vs. Nogueira        | 29/08/2009 | 3     | 1:30  | Portland, Oregon     |                                                                                     |
| Derrota | 18–5   | Michael Bisping   | Decisão (unânime)                        | UFC 89: Bisping vs. Leben            | 18/10/2008 | 3     | 5:00  | Birmingham           | Leben testou positivo para Estanozolol.                                             |
| Vitória | 18–4   | Alessio Sakara    | Nocaute Técnico (socos)                  | UFC 82: Pride of a Champion          | 01/03/2008 | 1     | 3:16  | Columbus, Ohio       | Nocaute da Noite                                                                    |
| Vitória | 17–4   | Terry Martin      | Nocaute (socos)                          | UFC Fight Night: Thomas vs. Florian  | 19/09/2007 | 3     | 3:56  | Las Vegas, Nevada    | Nocaute da Noite                                                                    |
| Derrota | 16–4   | Kalib Starnes     | Decisão (unânime)                        | UFC 71: Lidell vs. Jackson           | 26/05/2007 | 3     | 5:00  | Las Vegas, Nevada    | Luta da Noite                                                                       |
| Derrota | 16–3   | Jason MacDonald   | Finalização (guilhotina)                 | UFC 66: Lidell vs. Ortiz II          | 30/12/2006 | 2     | 4:03  | Las Vegas, Nevada    |                                                                                     |
| Vitória | 16–2   | Jorge Santiago    | Nocaute (socos)                          | UFC Fight Night 6                    | 17/08/2006 | 2     | 0:35  | Las Vegas, Nevada    |                                                                                     |
| Derrota | 15–2   | Anderson Silva    | Nocaute (joelhadas)                      | UFC Fight Night 5                    | 28/06/2006 | 1     | 0:49  | Las Vegas, Nevada    |                                                                                     |
| Vitória | 15–1   | Luigi Fioravanti  | Decisão (unânime)                        | UFC Fight Night 4                    | 06/04/2006 | 3     | 5:00  | Las Vegas, Nevada    |                                                                                     |
| Vitória | 14–1   | Jorge Rivera      | Nocaute Técnico (socos)                  | UFC Fight Night 3                    | 16/01/2006 | 1     | 1:44  | Las Vegas, Nevada    |                                                                                     |
| Vitória | 13–1   | Edwin Dewees      | Finalização (chave de braço)             | UFC Fight Night 2                    | 03/10/2005 | 1     | 3:26  | Las Vegas, Nevada    |                                                                                     |
| Vitória | 12–1   | Patrick Côté      | Decisão (dividida)                       | UFC Fight Night                      | 05/08/2005 | 3     | 5:00  | Las Vegas, Nevada    |                                                                                     |
| Vitória | 11–1   | Jason Thacker     | Nocaute Técnico (socos)                  | The Ultimate Fighter 1 Finale        | 09/04/2005 | 1     | 1:35  | Las Vegas, Nevada    | Estreia no UFC.                                                                     |
| Vitória | 10–1   | Benji Radach      | Nocaute Técnico (mandíbula quebrada)     | SF 4: Fight For Freedom              | 26/06/2004 | 3     | 3:43  | Gresham, Oregon      |                                                                                     |
| Derrota | 9–1    | Joe Doerksen      | Decisão (unânime)                        | Freestyle Fighting Championships 9   | 14/05/2004 | 3     | 5:00  | Biloxi, Mississippi  |                                                                                     |
| Vitória | 9–0    | Justin Davis      | Nocaute (socos)                          | SF 3: Dome                           | 17/04/2004 | 1     | 1:54  | Gresham, Oregon      |                                                                                     |
| Vitória | 8–0    | Boyd Ballard      | Nocaute (socos)                          | UFCF: Night of Champions             | 31/01/2004 | 1     | 1:50  | Lynnwood, Washington |                                                                                     |
| Vitória | 7–0    | Mike Swick        | Nocaute (socos)                          | WEC 9                                | 16/01/2004 | 2     | 0:45  | Lemoore, Califórnia  | Ganhou o Cinturão Peso Médio do WEC.                                                |
| Vitória | 6–0    | James Fanshier    | Decisão (unânime)                        | Gladiator Challenge 20               | 13/11/2003 | 3     | 5:00  | Colusa, Califórnia   |                                                                                     |
| Vitória | 5–0    | Brian Sleeman     | Finalização (chave de braço)             | WEC 8                                | 17/10/2003 | 1     | 3:15  | Lemoore, Califórnia  |                                                                                     |
| Vitória | 4–0    | Boyd Ballard      | Finalização (chave de braço)             | UFCF: Night of Champions             | 11/10/2003 | 1     | 2:18  | Lynnwood, Washington |                                                                                     |
| Vitória | 3–0    | Landon Showalter  | Decisão (unânime)                        | TQP: Sport Fight "Second Coming"     | 23/08/2003 | 3     | 5:00  | Gresham, Oregon      |                                                                                     |
| Vitória | 2–0    | Otto Olson        | Nocaute (socos)                          | UFCF: Battle in Seattle              | 26/07/2003 | 1     | 2:01  | Seattle, Washington  |                                                                                     |
| Vitória | 1–0    | Bryce Hamilton    | Finalização (guilhotina)                 | UFCF: Everett Extreme Challenge 6    | 09/11/2002 | 1     | 2:45  | Everett, Washington  |                                                                                     |